# Кефкен
Кефкен (тур. Kefken Adası), ранее — Дафнусия (др.-греч. Δαφνουσία) — остров близ турецкого побережья Чёрного моря, в районе Кандыра ила Коджаэли.
Население по переписи 2012 года — 1364 человека.

## История
В древности входил в Афинский морской союз (431 году до н. э.). В античные времена носил также названия Аполлония и Тиниас (последнее этимологизируется либо от названия рыбы тунец, либо от древнего народа тинов (вифинов).
Позднее принадлежал Римской Империи, затем — Восточной Римской Империи (Византии) с 395 года по 1204 год. На острове существовало епископство, известен мученик епископ Савва (IX век). В 1204 году остров вошёл в состав Латинской империи а в 1262 снова вошёл в состав владений греков. В 1310-е годы захвачен османским полководцем Акчакоджа-беем, но в 1328 году возвращён византийцами. Некоторое время был во владении генуэзцев. Но после падения Константинополя в 1453 году остров перешёл в подчинение к Османской империи. 
В ходе боя у о. Кефкен эсминцами "Дерзкий", "Счастливый" и "Пронзительный" два турецких корабля  "Ташкопрю" - 315 т, 2 47-мм пушки и "Йозгат" - 240 т, 1 75-мм и 1 47-мм пушки, использовавшиеся в качестве тральщиков и направленые к месту крушения немецкой подводной лодки UC13, были перехвачены и уничтожены в бою, продолжавшемся около 80 минут. 
В 1918—1921 остров был под британской оккупацией.